# Pla de Mussarra
El Pla de Mussarra és un pla del terme municipal de Monistrol de Calders (Moianès), on hi ha la masia de Mussarra, el Camp de l'Estoviada, el Camp Rodó i la Quintana de Mussarra.